# Leoni Jansen
Leoni Jansen (Maarssen, 18 september 1955) is een presentatrice, zangeres, actrice en theatervrouw. Ze begon samen met Simone Kleinsma en Gerard Cox begin jaren zeventig een theatershow en deed daarna veel presentatiewerk op de tv.
Eind jaren zeventig trad Jansen op als jazzzangeres en bereikte onder andere het North Sea Jazz Festival. Daarna ging ze over naar presentatie voor radio en de televisie. Ze presenteerde het Jeugdjournaal, maar ze deed ook programma's samen met Paul Witteman (Wat voor weer zou het zijn in Den Haag), met allochtone jongeren in 1984 (Leer me ze kennen), Kinderen voor kinderen seizoen 3, Van alles over communicatie (1986), het televisieprogramma Paspesies, Vol Super (1986), een informatief programma voor jongeren van elf tot veertien jaar, en over aids samen met Koos Postema (1987). Samen met Philip Freriks presenteerde Jansen het informatieve programma Lopend Vuur. Haar hoogtepunten op het terrein van televisie waren de culturele programma's Uit de kunst, Geen C te hoog en Jansen & Co (vanaf december 1987). waarin ze zowel bekende binnenlandse als buitenlandse gasten ontving. Ze zat verder in de redactie van het muziekprogramma Rotonde van de NOS.
Hierna stopte ze met tv-werk en ging zich toeleggen op muziek en zingen. Ze maakte voorstellingen met andere vrouwen zoals Niet gesnoeid en She got game. Ook zong ze voor Nelson Mandela en op het trouwfeest van kroonprins Willem Alexander en Máxima.

## Keltisch
Door samen te zingen met onder anderen Niamh Parsons en Karine Polwart ontdekte ze de Keltische muziek. Met de cd Three Little Magic Words stapte ze in de wereld van de folkmuziek en singersongwriters. Daarna bracht ze een tweede cd uit: Heart Strings & Loose Ends. Hierop onder andere vertolkingen van songs van Karine Polwart, Nick Drake en van traditionele liedjes.
In 2007 opende Jansen samen met haar band en de Frères Guissé het Festival Mundial. Samen brachten zij de cd Nina uit waarop een mix van Keltische en Senegalese nummers. In 2008 startte Jansen een project dat een dubbel-cd opleverde. Op een van de cd's getiteld "Old friends" ging Jansen terug naar de liedjes die ze in haar tienertijd zong, nummers van onder anderen Leonard Cohen, Joni Mitchell en Bob Dylan. De tweede cd is een bonte verzameling van songs waaronder Keltische traditionals, Afrikaanse liedjes en twee zelf geschreven lyrics, namelijk de titelsong: "Second Wind" en het swingende "Never come back to you".

## Regie
Leoni Jansen regisseerde veel voorstellingen en (theater)concerten. Waaronder The African Mamas, Daughters of Africa en MasterPeace in Concert.

## Vader
In 2012 schreef ze een boek over het oorlogsverleden van haar vader, die tijdens de Tweede Wereldoorlog als Nederlandse soldaat in het Duitse leger was, onder de titel Geheim – het oorlogsverhaal van mijn vader. Dit boek kwam uit in januari 2013. Ook maakte zij hier een theatervoorstelling van onder de titel 'Geheim'.

## Privé
Jansen is weduwe van componist/arrangeur/musicus Onno Krijn en heeft twee zoons.

## Discografie
- Three Magic Little Words, 2005
- Heart Strings & Loose Ends, 2006
- Nina, met Frères Guissé uit Senegal, 2007
- Second Wind, met. onder anderen The African Mamma's, Chris Chameleon en Janne Schra, 2008
- Third Road, 2010
- Storyteller 2013
- Santiago, met Eric Vaarzon Morel 2014
- Wat Ongezegd Bleef met Onno Krijn 2014

- Gemeinsame Normdatei: 1030243514
- International Standard Name Identifier: 0000 0000 5732 1340
- MusicBrainz: 3a11e6e7-2264-425f-8883-c113066d599a
- Nederlandse Thesaurus van Auteursnamen: 070475245
- Virtual International Authority File: 79613858

Willem Nijholt (1980, 1981) · Leoni Jansen (1982) · Willem Ruis (1983, 1984) · Edwin Rutten (1985, 1986) · Ati Dijckmeester (1985, 1986) · Ron Brandsteder (1987) · Simone Kleinsma (1987) · Sonja Barend (1988) · Herman van Veen (1990) · Youp van 't Hek (1991) · Sylvia Millecam (1992) · Erik van Muiswinkel (1992) · Henk Westbroek (1992) · Coen Flink (1993) · Frank Groothof (1994) · Willem Ekkel (1994) · Peter Tuinman (1994) · Harry van Rijthoven (1994) · Carola Hamer (1994) · Paul de Leeuw (1995, 1996) · Menno Bentveld (1997) · Joep Onderdelinden (1998, 2020) · Marcel Faber (1998) · Aldith Hunkar (1999) · Marscha de Haan (2000) · Neel Brands (2000) · Maud Hawinkels (2001) · Klaas van der Eerden (2002, 2003, 2004) · Claudia de Breij (2004, 2005, 2009, 2012) · Jochem Myjer (2006) · Isolde Hallensleben (2007) · Jack van Gelder (2008) · Ali B (2008) · Frank Evenblij (2009) · Sara Kroos (2011) · Lex Uiting (2013, 2014, 2015, 2016, 2017) · Dolores Leeuwin (2013) · Dieuwertje Blok (2014) · Milouska Meulens (2015) · Anne Appelo (2018, 2019, 2020) · Pepijn Gunneweg (2018, 2019) · Plien van Bennekom (2020) · Kiefer Zwart (2020) · Ridder van Kooten (2020, 2021) · Esmée van Kampen (2021) · André Dongelmans (2021) · Jurre Geluk (2023)